# Store Venjetind
L'Store Venjetinden (o Vengetinden) és una muntanya situada al municipi de Rauma, comtat de Møre og Romsdal, Noruega. Es troba a uns 3 quilòmetres al nord-est de la muntanya Romsdalshornet, a uns 4 quilòmetres a l'est del riu Rauma i de la ruta europea E136, i prop de 10 quilòmetres al sud-est de la ciutat d'Åndalsnes.
El primer ascens va ser a través del vessant nord-est el 1881 per William Cecil Slingsby i Johannes Vigdal. La primera ascensió pel vessant oest va ser el 1930 per Erik Heen i Karl Oshaug.